# Мілянка (комуна)
Мілянка (рум. Mileanca) — комуна у повіті Ботошані в Румунії. До складу комуни входять такі села (дані про населення за 2002 рік):
- Кодрень (449 осіб)
- Мілянка (1812 осіб)
- Селіштя (415 осіб)
- Скутарі (331 особа)

Комуна розташована на відстані 408 км на північ від Бухареста, 38 км на північ від Ботошань, 123 км на північний захід від Ясс.

## Населення
За даними перепису населення 2002 року у комуні проживали 3007 осіб.
Національний склад населення комуни:
| Національність            | Кількість осіб | Відсоток |
| ------------------------- | -------------- | -------- |
| румуни                    | 3005           | 99,9%    |
| українці                  | 1              | < 0,1%   |
| не вказали національність | 1              | < 0,1%   |

Рідною мовою назвали:
| Мова       | Кількість осіб | Відсоток |
| ---------- | -------------- | -------- |
| румунська  | 3005           | 99,9%    |
| українська | 1              | < 0,1%   |
| турецька   | 1              | < 0,1%   |

Склад населення комуни за віросповіданням:
| Релігія       | Кількість осіб | Відсоток |
| ------------- | -------------- | -------- |
| православні   | 2812           | 93,5%    |
| п'ятдесятники | 91             | 3,0%     |
| адвентисти    | 89             | 3,0%     |
| бретрени      | 8              | 0,3%     |
| не релігійні  | 1              | < 0,1%   |